# Запорожский гидроэнергетический колледж
Запорожский гидроэнергетический колледж (укр. Відокремлений структурний підрозділ "Запорізький гідроенергетичний фаховий коледж Запорізького національного університету") — профессионально-техническое учебное заведение Запорожья, подразделение Запорожского национального университета.

## История
Среди значимых событий прошлого XX века на Украине одной из наиболее примечательных, безусловно, была большая эпопея возведения Днепрогэса. Этой акции рукоплескали люди во многих странах мира. На базе дешёвой электроэнергии Днепрогэса начал быстро развиваться Запорожский индустриальный комплекс, это потребовало подготовки большого количества специалистов разных отраслей промышленности.
В конце мая 1935 в клубе инженерно-технических работников бывшие строители Днепрогэса, молодые рабочие-электрики, выступая на слёте отличников системы «Днепрэнерго» обратились к правительству с просьбой об открытии на базе Днепрогэса вечернего техникума для подготовки специалистов по эксплуатации станции. По решению Народного Комиссариата тяжёлой промышленности СССР 1 сентября 1935 в Запорожье на базе Днепровской ГЭС был открыт Днепровский вечерний энергетический техникум. 46 юношей и девушек в помещении средней школы № 23 начали обучение без отрыва от производства. Первым директором назначили инженера Днепрогэса Черницкого Петра Феофановича.
В 1940 году состоялся первый выпуск двух групп учащихся, которые в течение пяти лет совмещали работу с учёбой. В 1941 году техникум готовился ко второму выпуску специалистов, но защиту дипломных проектов пришлось отложить — началась война. Ушли на фронт и преподаватели, и ученики техникума.
В марте 1945 года техникум возобновил свою деятельность — теперь уже как Запорожский гидроэнергетический техникум с дневной и вечерней формами обучения. Директором назначен А. Б. Бархударов. Именно ему с коллективом техникума и учениками надо было возродить техникум и принять участие в восстановлении Днепрогэса. Это были тяжёлые времена. Занятия проводились в полуразрушенном здании, где жили в довоенную пору. В помещении не было оконных рам, дверей, не работал водопровод, отопление. Общежитие размещалось в полуразрушенных бараках. В небольших комнатах стояли вплотную по 18-20 двухъярусных кроватей. Было невыносимо холодно и голодно. Некоторые не выдерживали и оставляли обучение. Но большинство продолжало учиться и работать.
В те далёкие годы техникум жил в одном ритме с Днепрогэсом. Ни один агрегат не монтировался без активного участия студентов старших курсов и преподавателей. В апреле 1948 коллектив «Днепростроя» был награждён орденом Ленина за восстановление Днепрогэса, а директор техникума был награждён орденом «Знак почета».
Именно в послевоенные годы осуществлялось формирование основных специальностей техникума, три из которых и сегодня единственные на Украине: «Монтаж гидротехнических установок» (1950), «Гидротехническое строительство» (1947), «Строительные машины и оборудование» (1951), «Обслуживание средств гидромеханизации» (1962). Всего за годы существования в техникуме осуществлялась подготовка по 29 специальностям.
На Украине 1951—1965 годы были отмечены сооружением Днепровского каскада гидроэлектростанций — Днепродзержинской, Кременчугской, Каховской. Поэтому на базе техникума открываются 8 филиалов (Киевский, Полтавский, Криворожский, Зуевский, Ново-Каховский, Зеленодольский, Днепродзержинский, Старобешевский). Затем эти филиалы стали самостоятельными техникумами.
Безусловно, 1950—1960-е годы были чрезвычайно важными для техникума. Авторитет учебного заведения был столь высок, что сюда приезжали учиться со всех уголков Советского Союза, из Болгарии, Польши, Вьетнама, Кубы.

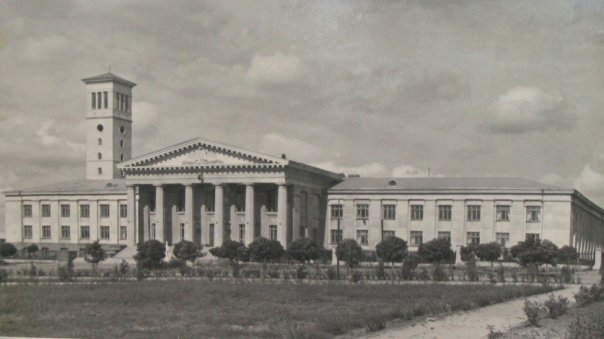

В 2007 году гидроэнергетическому техникуму ЗГИА присвоен статус колледжа.

## Колледж сегодня
Сегодня на дневном и заочном отделениях колледжа обучается более 1,5 тыс. студентов по 11 специальностям.

### Специальности
- Маркетинговая деятельность;
- Финансы и кредит;
- Оценочная деятельность;
- Информационная деятельность предприятия;
- Обслуживание средств гидромеханизации;
- Эксплуатация и ремонт подъёмно-транспортных, строительных, дорожных машин и оборудования;
- Монтаж и обслуживание теплотехнического оборудования и систем теплоснабжения;
- Монтаж и эксплуатация гидроэнергетических установок;
- Строительство гидротехнических сооружений;
- Монтаж и обслуживание внутренних санитарно-технических систем и вентиляции;
- Компьютерная обработка текстовой, графической и образной информации.

За время обучения студенты колледжа наряду с основным могут получить второе образование с получением соответствующего диплома по специальностям:
- Маркетинговая деятельность;
- Компьютерная обработка информации.

Подготовка специалистов осуществляется по дневной и заочной формам обучения, по госзаказу и на контрактной основе.
Для абитуриентов организованы подготовительные курсы.

### Инфраструктура
В 1952 году техникум получил новое здание, созданное по специальному проекту (с 1995 года ему был предоставлен статус памятника архитектуры), в 1986 году построен второй учебный корпус.
В двух корпусах размещаются 59 кабинетов, 17 лабораторий, 5 производственных мастерских, 5 компьютерных классов, 4 спортивных зала, библиотека с читальным залом, большой актовый зал. Для студентов, нуждающихся в жилье, есть общежитие квартирного типа.
Особая гордость техникума — спортивный клуб. За годы существования в нём было воспитано 51 мастер спорта, олимпийская чемпионка по лёгкой атлетике.

### Сотрудничество
Колледж развивает активное сотрудничество с высшими учебными заведениями по всей Украине. Среди них 4 академии строительства и архитектуры (в Киеве, Харькове, Днепропетровске, Ровно). В Запорожье:
- Запорожский национальный университет (ЗНУ),
- Запорожская государственная инженерная академия (ЗГИА),
- Национальный технический университет (ЗНТУ),
- Классический приватный университет (КПУ).

## Известные выпускники
- Карташов, Евгений Григорьевич
- Поляк, Александр Владимирович